# Tamirat Layne
Tamrat Layne Admassu (Ge'ez: ታምራት ላይኔ አድማሱ; 1955) es un expolítico etíope y un cristiano converso. Fue primer ministro de Etiopía en el Gobierno de transición de Etiopía tras el fin del régimen del Derg. En los años 80, fue un dirigente del Movimiento Democrático Popular de Etiopía (el predecesor del Movimiento Democrático Nacional Amhara), uno de los grupos que lucharon contra el dictador etíope Mengistu Haile Mariam en la Guerra civil etíope.

## Biografía
Tamrat Layne nació en 1955, de madre soltera, en Adís Abeba. En los 80, lideró el Movimiento Democrático Popular Etíope, luchando contra Mengistu Haile Mariam en la Guerra Civil Etíope. En una entrevista en 1988, afirmó que los objetivos de su organización eran similares a los del Frente Popular de Liberación de Tigray, como la autodeterminación nacional. Consideraba que "la libertad nace del cañón del arma".
A la caída de Mengistu en 1991, Tamirat Layne fue uno de los tres líderes del FDRPE-FPLT al frente del país en el gobierno electo democráticamente, junto con Meles Zenawi (Presidente) y Siye Abraha (Ministro de Defensa). Layne fue el primer ministro del Gobierno de transición de Etiopía, entre el 6 de junio de 1991 y el 22 de agosto de 1995, cuando el presidente Meles Zenawi sucedió a Layne como primer ministro. Mientras gobernaba, condenó su anterior ideología comunista-socialista. Tamirat Layne también ejerció de vice primer ministro y ministro de Defensa. Repartió puestos importantes de gobierno con sus amigos.
El 16 de marzo de 2000, la Corte Suprema Federal de Etiopía condenó a Layne a 18 años de cárcel, por cargos de corrupción y malversación. Fue acusado de haber robado 16 millones de dólares mediante un negocio de exportación de textiles y café de propiedad estatal. Se declaró inocente de todos los cargos. En su confinamiento, estudió Budismo, Islam y Cristianismo, llegando a convertirse al cristianismo tras, según él, ver una figura que identificó con Jesucristo.
Tamirat Layne fue liberado tras 12 años de prisión, en diciembre de 2008. Actualmente es miembro de iglesias cristianas de Estados Unidos, en las que da clases sobre desarrollo personal y el sentido de la vida, y comparte con otros su experiencia de la fe. Ha sido invitado a muchas iglesias y universidades.